# Bilawal Bhutto Zardari
Bilawal Bhutto Zardari (بلاول بھٹو زرداری; nato Bilawal Zardari; Karachi, 21 settembre 1988) è un politico pakistano, figlio dell' ex premier Benazir Bhutto, e quindi nipote di Ali Bhutto.

## Biografia
Dopo aver frequentato la Rashid School for Boys di Dubai, si è iscritto ai corsi di storia e scienze politiche dell'Università di Oxford, già frequentata anche dalla madre e dal nonno. È cintura nera di taekwondo.
Nonostante la giovane età, il 30 dicembre 2007 è succeduto a Benazir Bhutto alla guida del Partito Popolare Pakistano, in seguito all'assassinio di lei. La successione è stata sostenuta dal padre Asif Ali Zardari, erede designato della signora Bhutto. In quanto ancora studente universitario, Bilawal è comunque assistito dal padre nella direzione del partito. Ha adottato pubblicamente il cognome Bhutto il giorno della designazione.